# Toon Hermans

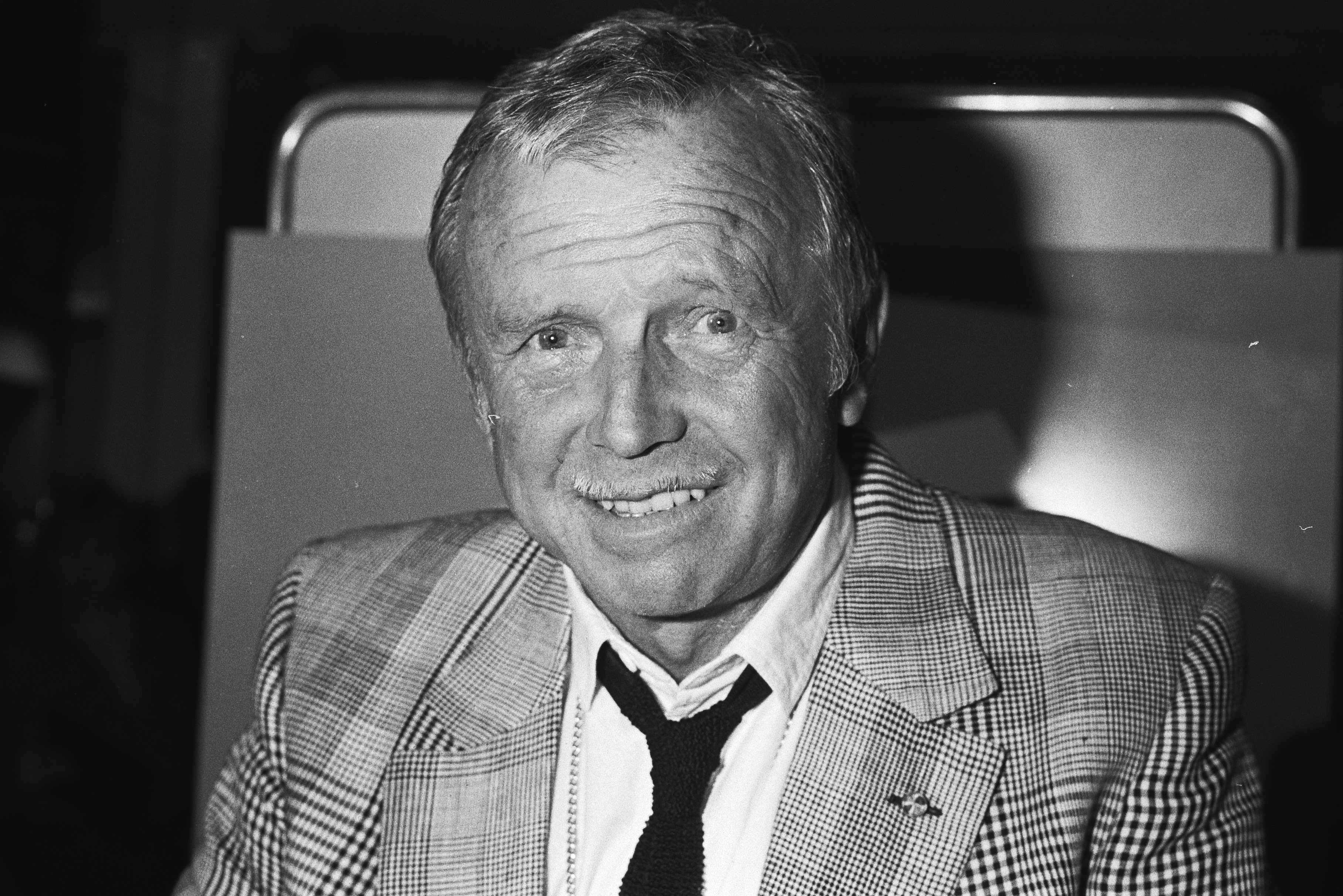
Toon Hermans (1983)

Antoine Gerard Theodore „Toon“ Hermans  (* 17. Dezember 1916 in Sittard; † 22. April 2000 in Nieuwegein) war ein niederländischer Kabarettist, Sänger, Maler und Dichter. Zusammen mit Wim Sonneveld und Wim Kan zählt man ihn zu den „Großen Drei“ des niederländischen Kabaretts.

## Werk
Toon Hermans hatte 1932 Premiere mit seiner ersten eigenen Kabarett-Show im Theater von Limburg. Landesweit berühmt wurde er in den 1950er und 1960er Jahren mit seinen „One Man Shows“, besonders als sie seit 1958 im Fernsehen ausgestrahlt wurden. Bis 1997 gab es davon zwölf Ausgaben. Hermans schrieb auch viele populäre Lieder, für sich selbst und für andere Interpreten. Sein von ihm gesungenes Karnevalslied „Mien waar is mijn feestneus“ war im Jahr 1968 vier Wochen lang Nummer eins in der niederländischen Hitparade. Er selbst bezeichnete sich als „Clown“. Sein Humor war eher bodenständig, derb und wenig politisch.
Dass Hermans auch als Maler begabt war, wurde erst nach seinem Tod bekannt. 2006 wurden seine Gemälde in der Kunsthal Rotterdam ausgestellt. Seine Erben ließen 2007 Bilder von ihm bei Christie’s in Amsterdam versteigern, da es nicht gelungen war, ein eigenes Museum zu initiieren. 600.000 Euro kamen für einen guten Zweck – die Toon Hermans Häuser – zusammen.

## Soziales Engagement

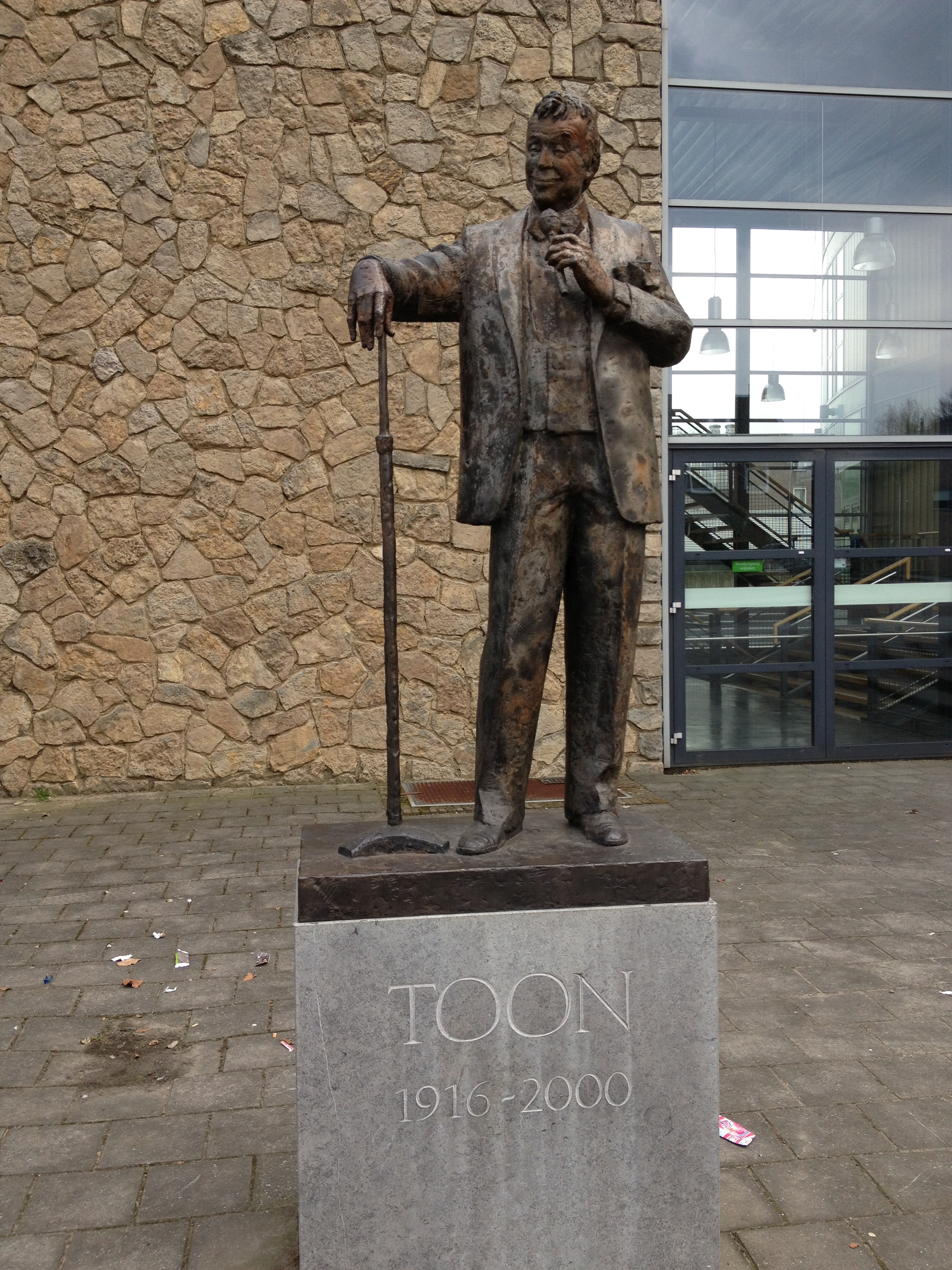
Denkmal von Toon Hermans in Sittard

Nachdem seine Frau Rietje 1990 an Krebs gestorben war, engagierte sich Toon Hermans für krebskranke Menschen. In mehreren niederländischen Städten eröffnete er „Toon Hermanns Häuser“ für Krebskranke und ihre Angehörigen.

## Auszeichnungen
Im Laufe seiner Karriere erhielt Toon Hermans zahlreiche Auszeichnungen, die erste war 1934 der erste Preis beim „Cabaret der Onbekenden“. 1968 wurde er von einer Internationalen Jury zum besten Entertainer Europas gewählt. Mehrere Male wurde Hermans in den Niederlanden zum beliebtesten Künstler des Jahres gewählt, im Jahr 2000 zum „Nederlandse Artiest van de Eeuw“ (niederl.: Niederländischer Künstler des Jahrhunderts). 1965 wurde er Ritter des Ordens von Oranien-Nassau, einige Jahre später Offizier des Ordens. Der gläubige Katholik erhielt zwei päpstliche Auszeichnungen, darunter den Orden „Pro Pontifice et Ecclesia“. In Belgien wurde er mit dem Orden Leopolds II. ausgezeichnet.
Toon Hermans war Ehrenbürger seiner Heimatstadt Sittard.

## Andenken

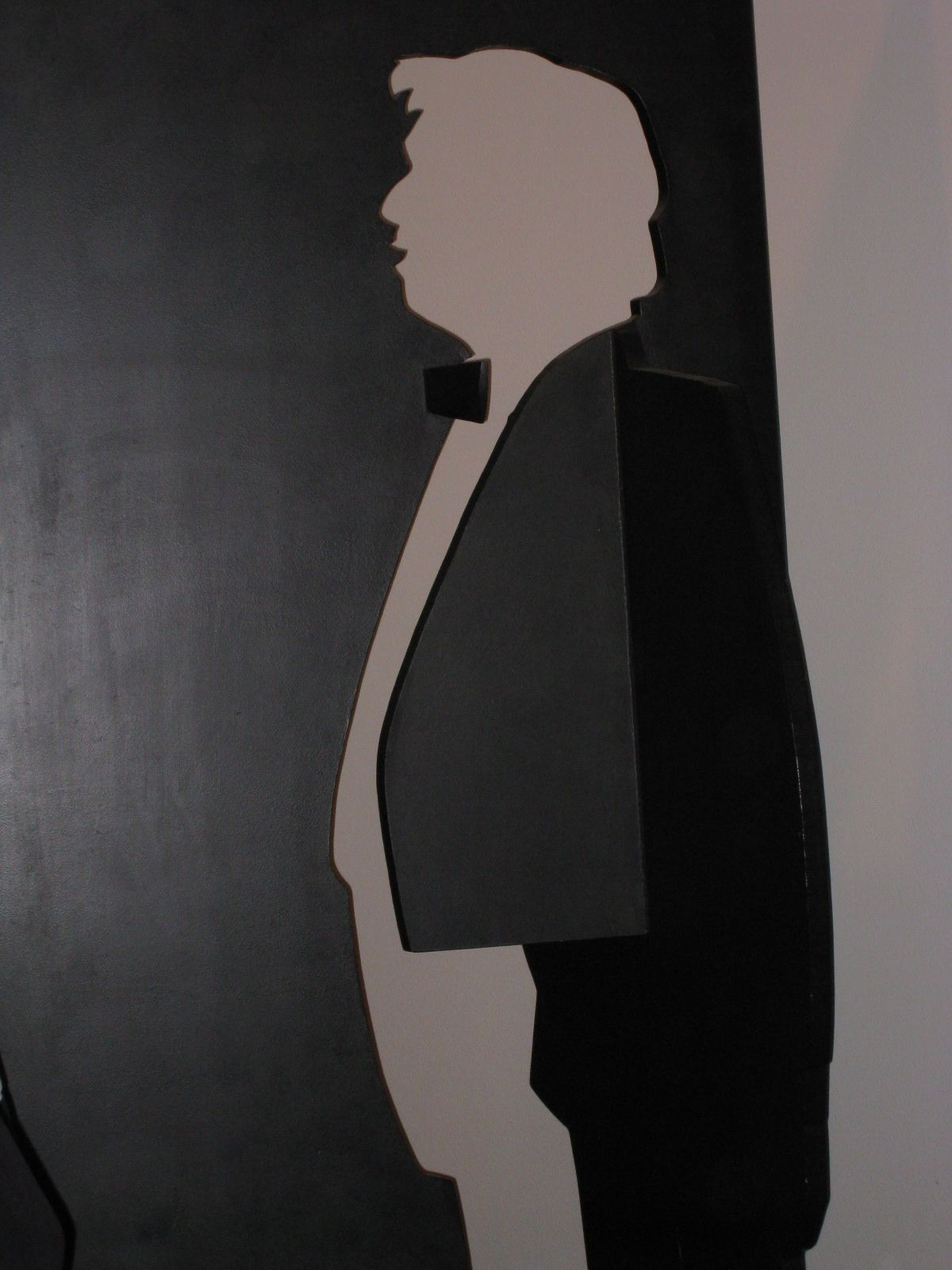
Abbildung von Toon Hermans in der Schouwburg Maastricht

Im Schauspielhaus von Sittard wurde 2003 ein Bronze-Standbild von Toon Hermans enthüllt. Als 2004 vom niederländischen Fernsehsender KRO eine Abstimmung über die größten Niederländer durchgeführt wurde, landete Toon Hermans auf Platz 22.
2004 schrieb Herman van Veen dieses Gedicht:

"Als ich nach Sittard fuhr,

dachte ich:

Wenn ich Toon Hermans

nicht gesehen hätte,

wäre ich dann auch geworden,

was ich jetzt bin?

Ein Hermans ohne s.

Toon - Vorbild für Spaß,

Staatssekretär van Onzin,

Gottes Clown.

Schrieb ihm einst einen Brief.

Ich liebe dich.

Als Beweis meiner Zuneigung

trag ich meine Augen

in Zukunft

genau so blau."

## Diskografie

### Alben
| Jahr | Titel                                   | Höchstplatzierung, Gesamtwochen, AuszeichnungChartsChartplatzierungen (Jahr, Titel, Platzierungen, Wochen, Auszeichnungen, Anmerkungen) | Anmerkungen |
| Jahr | Titel                                   | NL | Anmerkungen |
| ---- | --------------------------------------- | --- | ----------- |
| 1969 | Aha Toon!                               | NL7 (2 Wo.)NL |             |
| 1980 | One Man Show 1980                       | NL8 (5 Wo.)NL |             |
| 1986 | Houdt u van dieren?                     | NL55 (2 Wo.)NL |             |
| 1991 | Toon 75 jaar                            | NL20 (11 Wo.)NL |             |
| 1994 | Ik heb je lief – Theatershow            | NL56 (4 Wo.)NL |             |
| 1996 | Ik zing van het leven                   | NL54 (6 Wo.)NL |             |
| 1998 | Toon Hermans                            | NL37 (7 Wo.)NL |             |
| 2000 | Als de liefde                           | NL23 Gold · (17 Wo.)NL |             |
| 2003 | Het verzameld werk                      | NL53 (4 Wo.)NL |             |
| 2006 | De juiste Toon – Het complete overzicht | NL6 (15 Wo.)NL |             |

### Singles
| Jahr | Titel Album                              | Höchstplatzierung, Gesamtwochen, AuszeichnungChartsChartplatzierungen (Jahr, Titel, Album, Platzierungen, Wochen, Auszeichnungen, Anmerkungen) | Anmerkungen                  |
| Jahr | Titel Album                              | NL | Anmerkungen                  |
| ---- | ---------------------------------------- | --- | ---------------------------- |
| 1966 | Sien –                                   | NL19 (11 Wo.)NL |                              |
| 1966 | Marie –                                  | NL39 (1 Wo.)NL |                              |
| 1967 | Tango Bleu (Ik voel me zo beklemd ...) – | NL30 (5 Wo.)NL |                              |
| 1968 | Mien Waar Is M’n Feestneus? –            | NL1 (11 Wo.)NL |                              |
| 1969 | Kiele, Kiele, Kiele ... –                | NL6 (8 Wo.)NL | mit De Driedonken Blaaskapel |

### Videoalben
- 2008: One Man Shows (NL: Gold)
- 2013: Toon Hermans box (NL: Platin)